# El Tzay
El Tzay är en ort i Mexiko.   Den ligger i kommunen Oxchuc och delstaten Chiapas, i den sydöstra delen av landet, 800 km öster om huvudstaden Mexico City. El Tzay ligger 1 523 meter över havet och antalet invånare är 1 594.
Terrängen runt El Tzay är bergig. Runt El Tzay är det ganska glesbefolkat, med 21 invånare per kvadratkilometer. I omgivningarna runt El Tzay växer i huvudsak städsegrön lövskog.